# マルセル・ヤンセン
マルセル・ヤンセン（Marcell Jansen, 1985年11月4日 - ）は西ドイツ・メンヒェングラートバッハ出身の元サッカー選手。元ドイツ代表。現役時代のポジションはディフェンダー、ミッドフィールダー。

## クラブ経歴
1994年に地元メンヒェングラートバッハのクラブであるボルシアMGのユースに入団。既にユースレベルではドイツ代表に選出されていた2004-2005シーズンの2004年12月にヘルタ・ベルリン戦でブンデスデビューを果たす。その試合ではPKの原因となる反則を犯すというほろ苦いキャリアスタートであったが、チームのキャプテンでありレギュラーLSBであったクリスティアン・ツィーゲの故障もあり、18試合に出場、1ゴールを記録した。
続く2005-2006年シーズンでは超が付くほどの攻撃的なスタイルでチームのレギュラーに定着しリーグ32試合に出場し3ゴール。ブンデスリーガのベストイレブンに選出される活躍で、チームの快進撃に貢献した。
2006-2007年シーズンはリーグ23試合出場1ゴール。ボルシアMGは2部降格が決定し、国内有数の攻撃的左サイドバックとして認知され、もはや地方クラブの枠では納まりきらなくなった彼の下には、ハンブルガーSVのような国内の強豪クラブのみならず、FCバルセロナ(リーガ・エスパニョーラ）やアーセナルFC（プレミアリーグ）などといった国外のビッグクラブからもオファーが殺到し、最終的には2007年5月27日、バイエルン・ミュンヘンへ移籍した。
2007-08シーズン、昨年の低迷からの復活を目指すクラブにおいて、イタリア代表FWルカ・トーニ、ドイツ代表FWミロスラフ・クローゼ、フランス代表MFフランク・リベリーらワールドクラスの新加入選手の1人としてリーグ優勝とUEFAカップベスト4に貢献した。
2008年8月28日に同国のハンブルガーSVへ完全移籍した。
2015年6月4日、ハンブルガーSVを契約満了による退団が発表。7月8日に現役引退が発表された。29歳で選手生活を終える決断をした。

## 代表経歴
2005FIFAワールドユース代表にマリオ・ゴメスらと共に選出された。
プレイスタイルが、当時ドイツ代表の監督であったユルゲン・クリンスマンに認められ2005年9月に対スロバキア戦でデビューを果たすと、そのまま2006 FIFAワールドカップ本大会メンバーにも選出された。本大会ではなかなか出番が回ってこなかったものの、3位決定戦の対ポルトガル戦では将来性を期待されて左サイドバックで出場しワールドカップデビューを果たした。
2010 FIFAワールドカップのメンバーにも選出され、3位決定戦のウルグアイ戦では、ジェローム・ボアテングのクロスに頭で合わせ同点弾を决め、チームも3-2で勝利。3位入賞に貢献した。

## 代表歴

### 出場大会
- ドイツ代表
  - 2006 FIFAワールドカップ
  - 2010 FIFAワールドカップ

### 試合数
- 国際Aマッチ 45試合 3得点（2005年-2014年）[4]

| ドイツ代表 | 国際Aマッチ | 国際Aマッチ |
| 年         | 出場        | 得点        |
| ---------- | ----------- | ----------- |
| 2005       | 4           | 0           |
| 2006       | 7           | 0           |
| 2007       | 9           | 1           |
| 2008       | 8           | 0           |
| 2009       | 2           | 1           |
| 2010       | 6           | 1           |
| 2011       | 0           | 0           |
| 2012       | 0           | 0           |
| 2013       | 8           | 0           |
| 2014       | 1           | 0           |
| 通算       | 45          | 3           |

## タイトル

### クラブ
バイエルン・ミュンヘン
- ブンデスリーガ：1回 (2007-08)
- DFBポカール：1回 (2007-08)
- DFLリーガポカール：1回 (2007)